# Paolo Francesco Antamori
Paolo Francesco Antamori (né le 14 novembre 1712 à Rome et mort le 4 décembre 1795 à Orvieto) est un cardinal italien du XVIIIe siècle.

## Biographie
Paolo Francesco Antamori exerce plusieurs fonctions au sein de la Curie romaine. Il est nommé évêque d'Orvieto en 1780. Le pape Pie VI le crée cardinal lors du consistoire du 11 décembre 1780. 

## Succession apostolique
Paolo Francesco Antamori a ordonné les évêques suivants :
- Cardinal Camillo de Simeoni (1783)
- Évêque Martino Cordella (1789)